# Josh Byrnes
Pour les articles homonymes, voir Byrnes.
Josh Byrnes est l'actuel vice-président des opérations baseball des Dodgers de Los Angeles de la Ligue majeure de baseball. Il est l'ancien directeur-gérant des Diamondbacks de l'Arizona et des Padres de San Diego.

## Biographie

### Débuts
Engagé comme stagiaire chez les Indians de Cleveland en 1994, il est éventuellement promu en 1998 au poste de directeur du recrutement des jeunes joueurs. En 1999, un ancien employé des Indians, Dan O'Dowd, devenu directeur-gérant des Rockies du Colorado, lui offre de devenir son assistant. Byrnes demeure chez les Rockies pendant deux ans avant de passer aux Red Sox de Boston, où il est l'assistant du directeur-gérant Theo Epstein.

### Diamondbacks de l'Arizona
Josh Byrnes est engagé en novembre 2005, à l'âge de 35 ans, au poste de directeur-gérant des Diamondbacks de l'Arizona. En février 2008, il accepte une prolongation de contrat de 8 ans qui doit l'amener jusqu'en 2015, mais il est congédié en juillet 2010 et, après un intérim, les Diamondbacks engagent son successeur Kevin Towers. Arizona participe une fois au séries éliminatoires durant les années où Byrnes fait partie de la franchise, en 2007 lorsqu'elle termine au premier rang de sa division. Les D-Backs décrocheront une autre première place dès 2011, sous une nouvelle direction.

### Padres de San Diego
Le 3 décembre 2010, Byrnes est nommé vice-président exécutif des Padres de San Diego et est promu le 26 octobre 2011 au poste de directeur-gérant. L'équipe vient alors de terminer une saison de 71 victoires et 91 défaites, après avoir pris le second rang de sa division avec 90 victoires l'année précédente. Le club enchaîne deux saisons de 86 défaites en 2012 et 2013. Neuvième personne à occuper cette fonction au sein de la franchise, Byrnes est congédié le 22 juin 2014 et, après un intérim, remplacé par A. J. Preller.

### Dodgers de Los Angeles
Byrnes est engagé au poste de vice-président des opérations baseball par les Dodgers de Los Angeles en novembre 2014.